# Rheinturm
Il Rheinturm [ʁaɪ̯ntʊʁm] (che tradotto dal tedesco significa: la torre del Reno. Viene spesso chiamata anche: Fernsehturm, che letteralmente sta per: la torre della televisione) è una torre di trasmissione costruita in cemento armato presente all'interno della città di Düsseldorf, capitale della Renania Settentrionale-Vestfalia.

## Storia
I lavori per la costruzione della torre iniziarono ufficialmente nel 1979 e terminarono nel 1981 ed il 1º gennaio dello stesso anno avvenne l'inaugurazione della struttura. Inizialmente la torre era alta 234,2 metri ma nel 2004 venne installata sulla sommità della torre una nuova antenna per trasmissioni DVB-T, così l'edificio raggiunse i 240,5 metri di altezza.

## Descrizione
Sulla cima della Rheinturm sono installate alcune antenne e trasmettitori per la propagazione di onde radio FM e segnali TV, a 174,5 metri di altezza è presente un ristorante girevole dotato di un ponte di osservazione per ammirare lo skyline della città e le coste del fiume Reno, il ponte di osservazione è aperto al pubblico tutti i giorni dalle 10:00 fino alle 23:30.
Alla cima della torre è collocata un'attrazione luminosa, si tratta di una scultura che poggia su un albero di trasmissione che ha la funzione di un orologio.
 Questa scultura è stata progettata dall'architetto Horst H. Baumann che la battezzò con il nome di Lichtzeitpegel (traducibile in italiano come: Livello di tempo chiaro ).

## Curiosità
Attualmente il Fernsehturm è considerato l'edificio più alto di tutta la città e vi è installato l'orologio digitale più grande al mondo.